# Municipio de Svalöv
El municipio de Svalöv (en sueco: Svalövs kommun) es un municipio de Escania, la provincia más austral de Suecia. Tiene una población estimada, a fines de 2020, de 14.276 habitantes.
Su sede se encuentra en la localidad de Svalöv. Limita con los municipios de Bjuv y Åstorp al noroeste, Klippan al norte, Eslöv al sureste, Kävlinge al sur, Landskrona al suroeste y con Helsingborg al oeste.

## Localidades
Hay 13 áreas urbanas (tätort) en el municipio:
| # | Tätort      | Población |
| - | ----------- | --------- |
| 1 | Svalöv      | 3,344     |
| 2 | Teckomatorp | 1,644     |
| 3 | Kågeröd     | 1,413     |
| 4 | Billeberga  | 948       |
| 5 | Röstånga    | 846       |
| 6 | Tågarp      | 434       |

## Ciudades hermanas
Svalöv está hermanado o tiene tratado de cooperación con:
- Kedainiai, Lituania
- Kyritz, Alemania
- Łobez, Polonia
- Kalundborg, Dinamarca